# Mark Stewart (ciclista)
Mark Stewart (Dundee, 25 de agosto de 1995) es un deportista británico que compite en ciclismo en las modalidades de pista, especialista en la pruebas de persecución por equipos y puntuación, y ruta.
Ganó dos medallas en el Campeonato Mundial de Ciclismo en Pista, en los años 2018 y 2023, y una medalla de bronce en el Campeonato Europeo de Ciclismo en Pista de 2016.

## Medallero internacional
| Campeonato Mundial | Campeonato Mundial        | Campeonato Mundial | Campeonato Mundial      |
| Año                | Lugar                     | Medalla            | Competición             |
| ------------------ | ------------------------- | ------------------ | ----------------------- |
| 2018               | Apeldoorn ( Países Bajos) | Medalla de bronce  | Puntuación              |
| 2023               | Glasgow ( Reino Unido)    | Medalla de plata   | Madison                 |
| Campeonato Europeo |                           |                    |                         |
| Año                | Lugar                     | Medalla            | Competición             |
| 2016               | Saint-Quentin ( Francia)  | Medalla de bronce  | Persecución por equipos |

## Palmarés
2022
- New Zealand Cycle Classic, más 1 etapa
- Tour de Rumania

2025
- Tour de Kumano, más 1 etapa